# The Stranger (film 2014)
The Stranger è un film thriller-horror cileno del 2014 diretto da Guillermo Amoedo ed interpretato da Cristobal Tapia Montt, Ariel Levy, Lorenza Izzo e Nicolás Durán. È il terzo film del progetto Chilewood della Sobras International Pictures.

## Trama
Martin, un vagabondo, arriva in una piccola città e chiede di una donna di nome Ana. Peter, un adolescente, lo indirizza a un cimitero. Mentre Martin piange la morte della donna e ricorda il passato trascorso con lei, tre teppisti iniziano a molestarlo. Quando il loro leader, Caleb, minaccia di uccidere Martin, Martin li sfida a farlo. Peter interrompe i teppisti mentre stanno picchiando selvaggiamente Martin, ma poi fugge quando Caleb accoltella l'uomo. Dopo essere stato avvisato da Peter, il tenente De Luca si reca al cimitero ed affronta Caleb, che sostiene di aver agito per autodifesa. De Luca, rivelatosi essere il padre di Caleb, lo definisce un bugiardo e gli ordina di aiutarlo a coprire il delitto; nessuno dei due si rende conto che Peter sta osservando la scena. I due abbandonano il corpo di Martin in un fosso e Peter, avendo notato che l'uomo è ancora vivo, lo porta a casa.
La madre di Peter, Monica, pur essendo un'infermiera non vuole essere coinvolta nella cosa, ma Peter la convince ad eseguire il primo soccorso su Martin. L'uomo però rifiuta affermando che il suo sangue è contagioso. Dopo averli interrogati ulteriormente su cosa è successo ad Ana ed aver appreso che si è suicidata dopo aver partorito, Martin scompare. De Luca torna nel fosso per seppellire per bene il corpo di Martin e non trovandolo più sospetta immediatamente di Peter e manda Caleb ad occuparsi della situazione. Peter promette di non dire a nessuno quello che è successo, ma Caleb lo picchia quando insiste a dire che non sa dove si trovi Martin. Prima che possano uccidere Peter, Martin uccide gli amici di Caleb e dà fuoco a Caleb. De Luca interroga Peter, che ammette di aver spostato il corpo di Martin. Luca inizialmente non crede che Martin possa essere sopravvissuto alle sue ferite, tuttavia, identifica Martin come l'aggressore di suo figlio e la polizia inizia una caccia all'uomo.
Dopo essersi ubriacato, De Luca incontra di nuovo Peter e lo porta in un luogo appartato. Lì, De Luca continua l'interrogatorio e dà fuoco a Peter quando egli continua ad insistere sul fatto di non sapere nulla di Martin. Dopo aver fatto perdere i sensi a De Luca, Martin salva Peter e lo riporta a casa da Monica. Mentre lei chiama un'ambulanza, Martin recita una benedizione latina e strofina il suo sangue su Peter. Più tardi, in ospedale, Peter si riprende miracolosamente e viene dimesso. Mentre Monica e Peter fuggono dalla città, la polizia cattura Martin. De Luca ferma l'autobus su cui sono saliti Peter e Monica, li rapisce e li costringe a rivelare come Peter è stato guarito. De Luca fa eseguire a Monica una trasfusione da Martin a Caleb. Martin la implora di non farlo ed insiste che il suo sangue debba essere benedetto per prevenire l'infezione, ma De Luca lo ignora.
Sebbene guarito dal sangue di Martin, Caleb viene infettato, uccide e prosciuga Monica di sangue e poi lascia l'ospedale con suo padre. I poliziotti si recano a casa di De Luca per interrogarlo e quando questi si rifiuta di uscire, assaltano la casa. Peter va in prigione per liberare Martin e scopre che l'uomo non è in grado di resuscitare i morti. Quando Martin giunge a casa di De Luca, scopre che l'uomo e il figlio sono scomparsi e che tutti i poliziotti, tranne il Capo della polizia, sono morti. Martin uccide il Capo della polizia ferito, spiegando che è stato infettato. Mentre corrono dietro a Caleb, De Luca sperona la loro macchina. Nell'incidente che ne risulta, De Luca rimane ucciso mentre Peter viene ferito e si infetta accidentalmente quando entra in contatto con il sangue di Martin. Martin lo lega a un albero e se ne va.
Un automobilista di passaggio con un cane da compagnia libera Peter. Martin trova ed affronta Caleb, ma viene sopraffatto dal giovane, che ha ucciso e si è nutrito di una ragazza. Sul luogo arriva Peter, con la faccia insanguinata, e, protetto da indumenti pesanti, trascina Caleb sotto la luce del sole uccidendolo. Martin rivela quindi che lui e Ana sono i veri genitori di Peter e che Monica lo ha adottato dopo il suicidio di Ana. Martin dice a Peter di essere più forte di sua madre e chiede al ragazzo di lasciarlo morire al sole. Mentre Peter va via, viene rivelato che si è nutrito del cane da compagnia dell'automobilista, che fa uscire dalla sua macchina. Poi si allontana.

## Produzione
Le riprese si sono svolte in Cile e hanno incluso il finanziamento del governo cileno.

## Distribuzione
Nel settembre 2014, The Stranger è stato presentato in anteprima al 2014 Fantastic Fest Film Festival. Nel gennaio 2015 IFC Midnight ha acquisito i diritti di distribuzione per gli Stati Uniti.

## Accoglienza

### Critica
Rotten Tomatoes, un aggregatore di recensioni, riferisce che il 27% degli 11 critici intervistati ha dato al film una recensione positiva; la media è di 4/10. Metacritic lo ha valutato 32/100 sulla base di sei revisioni. Frank Scheck di The Hollywood Reporter lo ha definito un "film sui vampiri senza vita e senza zanne" che evita i cliché tradizionali ma scende in un melodramma poco interessante. Maitland McDonagh del Film Journal International ha scritto che non piacerà né ai fans di Twilight né ai fans dell'horror hardcore, ma è "ammirevolmente inquietante e notevolmente contenuto".  Andy Webster del The New York Times si è chiesto se la violenza non originale del film avesse una morale, ma ha elogiato la recitazione e la direzione del film.  Robert Abele del Los Angeles Times ha scritto che "si presenta come un'opera teatrale amatoriale a gravitas, non supportata da scene ottuse e dialoghi goffi".  Patrick Cooper di Bloody Disgusting lo ha valutato con 1/5 stelle e lo ha definito un film "assolutamente dimenticabile" che non riesce ad attirare il pubblico.  Drew Tinnin di Dread Central lo ha valutato 2,5/5 stelle e ha scritto che il film "è pieno di così tanta disperazione che non può fare a meno di essere deprimente anche con alcuni temi edificanti sul sacrificio e sui legami familiari".

## Riconoscimenti
- 2014 - Sitges Film Festival[12][13]
  - Premio per il Miglior film iberoamericano